# Canadian Singles Chart
Canadian Singles Chart (Bảng xếp hạng đĩa đơn Canada) hiện tại được biên soạn bởi công ty điều tra doanh số âm nhạc Mỹ Nielsen SoundScan Lưu trữ ngày 3 tháng 7 năm 2009 tại Wayback Machine. Bảng xếp hạng được biên soạn thứ tư hàng tuần và phát hành bởi Jam! Canoe vào mỗi thứ năm.
Nguyên gốc, khi bảng xếp hạng mới thành lập năm 1996, có tổng cộng 200 vị trí (với top 50 được phát hành bởi Jam!). Tuy nhiên, vì sự hạn chế về thị trường đĩa đơn ở Canada, hiện nay chỉ top 10 vị trí xuất hiện trên bảng xếp hạng SoundScan.
Từ đầu những năm 1990, doanh số đĩa đơn ở Canada đã giảm đáng kể, và nhiều ca khúc đã không còn là đĩa đơn thương mại. Kết quả là bảng xếp hạng hiếm khi ảnh hưởng đến thói quen nghe nhạc của người Canada. Cho đến 2004, doanh số bán đĩa ở Canada giảm hơn bao giờ hết bởi sự phát triển của việc download nhạc số.
Từ năm 2005, Nielsen SoundScan biên soạn một bảng xếp hạng Digital Tracks, dựa trên doanh số download từ Napster, puretracks, iTunes Canada, và Archambault. Năm 2006, SoundScan giới thiệu một bảng xếp hạng Digital Songs, kết hợp tất cả các phiên bản của một bài hát và xếp hạng chúng phù hợp (các phiên bản khác nhau của mỗi bài hát, xuất hiện riêng biệt trên bảng xếp hạng các Track). Bảng xếp hạng Digital Songs xuất hiện trên CANOE và Billboard.biz.
Billboard giới thiệu một bảng xếp hạng mới tên Canadian Hot 100 vào ngày 7 tháng 6 năm 2007. Nó dựa trên dữ liệu doanh số download từ Nielsen SoundScan và cấp độ thính giả từ Nielsen Broadcast Data Systems.